# Шиловский (Ливенский район)
Шиловский — поселок в Ливенском районе Орловской области России.
Входит в состав Речицкого сельского поселения.

## География
Расположен южнее автотрассы Р-119 и граничит с посёлком Новый Путь (на севере) и деревней Покровка Вторая (на востоке). С обеими населёнными пунктами связан проселочной дорогой. Рядом с Шиловским берёт начало ручей, впадающий севернее посёлка в ручей Колубань.
В посёлке имеется одна улица: Полевая.

## Население
| 2010 |
| ---- |
| 0    |

## ссылки
- Шиловский (поселок сельского типа)